# Heteragrion mitratum
Heteragrion mitratum – gatunek ważki z rodziny Heteragrionidae. Występuje na terenie Ameryki Południowej i Ameryki Środkowej.